# Крунисање краља Петра I (филм)
Крунисање краља Петра I Карађорђевића, односно Крунисање краља Петра I Карађорђевића и Путовање кроз Србију, Нови Пазар, Црну Гору и Далмацију, назив је за документарно-репортажни филм који су снимили Британци Арнолд Мјур Вилсон и Френк Сторм Метершо септембра и октобра 1904. године а поводом крунисања новог српског краља Петра I Карађорђевића у Београду, главном граду Краљевине Србије. Филм је први пут приказан у Уједињеном Краљевству, у оквиру предавања о Србији Арнолда Вилсона, који је уједно био и почасни српски конзул у Шефилду. Београдска премијера филма одржана је у Краљевском Српском народном позоришту априла 1905. године, у присуству краља Петра I, краљевске породице, чланова владе, дипломатског кора и других званица. Овај филм је данас најстарији сачувани филмски документ на Балкану. Крунисање краља Петра I Карађорђевића је најстарији сачуван филмски документ о српском народу, као и других суседних народа, филм се води на листи филмске грађе коју је установљена на основу одлуке Влада Србије од изузетног значаја под редним бројем један. Филм је ушао у историју светске кинематографије, јер је у њему међу првима примењена класична демонстрација техника саопштавања неке вести у филму.

## Настанак филма
Краљевина Србија се након мајског преврата 1903. у којем су убијени краљ Александар Обреновић и краљица Драга нашла под санкцијама великих сила. Тада је дошло до промена династија, Обреновићи су замењени Карађорђевићима, а крунисање кнеза Петра I Карађорђевића заказано је 21. септембра 1904. године (8. септембра по старом календару) Почасни српски конзул из Шефилда Арнолд Мјур Вилсон, адвокат, новинар и фотограф, био је позван да присуствује церемонији крунисања Петра I Карађорђевића у Београду. Конзул Вилсон желео је да сними церемонију крунисања па је у Србију повео сниматеља Френка Сторма Метершоа из Шефилд фото компаније.

## Опис
Први сцене филма приказују окупљање народа у центру престонице уочи саме церемоније крунисања. У кадровима које је Метершо снимио на улици могу се видети мушкарци у грађанским оделима и жене у свечаним хаљинама са шеширима, сељаци у народним ношњама, као и последње припреме војника за параду. Стручњаци Етнографског музеја у Београду су након експертизе филма односно прегледом кадрова у којима се појављују сељаци у народним ношњама установили на основу ње да су на церемонији крунисања дошли сељаци из свих крајева Краљевине Србије, са Косова и Македоније из Отоманске империје, Црне Горе, Босне, Срема, Баната и Славоније. У другом делу филма снимљени су кадрови свечане војне параде, коју поздравља народ на улици окићене престонице, пролазак краља Петра I на белом коњу са круном на глави који се, након крунисања у Саборној цркви упутио ка Топчидеру. У трећем делу филма снимљене су сцене Београдске тврђаве, пристаништа не коме се могу видети трговци и најамни радници, пролазак пароброда реком Савом, као и сремска равница према Земуну. У четвртом делу филма снимљени су кадрови војних маневара на Бањичком пољу тада близу Београда. У овом делу снимљене су сцене на којој се види окупљање народа, свечана трибина на којој се налазе краљевска породица, чланови владе, дипломатски кор и друге угледне званице, дефиле војничких трупа, краљ Петар I на немирном белом коњу и др.
Након Београда Вилсон и Метершо су посетили и снимили манастир Жичу у коме је након крунисања извршено миропомазање краља Петра I, потом су снимили манастир Студеницу, пијачни дан у Краљеву, вршидбу жита са коњем у Рашкој. Конзул Вилсон и Метершо након овог крећу на пут ка домовини, где су том приликом снимили механску авлију у Новом Пазару који се тада налазио у Отоманској империји, главну улицу у Андријевици и пролазак црногорских трупа на Цетињу. Кадрови снимљени у Далмацији приказују градове Шибеник и Задар.

## Историја филма
По повратку у Британију, децембра 1904. конзул Вилсон филм је први пут приказао публици у Лондону током свог предавања о Србији. Наредне године, 10. априла 1905. филм је имао премијеру у Краљевини Србији која је одржана у Краљевском Српском народном позоришту у Београду на којој су присуствовали краљ Петар I, чланови краљевске породице и владе, дипломатски кор и остале високе званице. У Малом журналу од 19. априла 1905. записано је у новинском чланку да је филм приказан после представе „Мали лорд“ и да је пројекција филма трајала 15 минута. Након више од три деценије филм у Британији проналази и откупљује српски и југословенски дипломата и књижевник Војислав Јовановић Марамбо 1937. године. Током те исте године Јовановић филм приказује на затвореној пројекцији својим пријатељима у Београду. Након Другог светског рата књижевник Војислав Јовановић завештао је у тестаменту филм Патријаршији Српске православне цркве. Међутим, Јовановићев пријатељ и кум Драгиша Стојадиновић 1950. године затражио је филм како би га приказао службеницима Југословенске кинотеке које била основана годину дана раније. Стојадиновић након приказивања филма добија понуду од стране директора Кинотеке Миленка Карановића да филм прода тој установи. Ову понуди Стојадиновић је прихватио па са добијеним новцем одлази код Јовановића како би му понудио пола суме. Али, Јовановић се разгневио на Стојадиновића јер је филм био завештао Патријаршији и одлази у Кинотеку ради повраћаја филма. Јовановићу је враћен филм а Кинотека је добила тада право да располаже копијом. Након Јовановићеве смрти оригинални материјал филма припао је Патријаршији. Након три деценије Дејан Косановић из Југословенске кинотеке у разговору са патријархом Германом затражио је да се оригинални материјал филма преда на чување Архиви Кинотеке. Након одлуке Синода СПЦ оригинални филмски материјал је уступљен Кинотеци, а заузврат Кинотека је уступила копије филмова које су биле важне за Цркву. Године 1993. Југословенска кинотека је од Патријаршије преузела целокупан материјал филма, који је био у лошем стању због неадекватног чувања. Године 1995. започета је реконструкција материјала која је завршена осам година касније. Године 2003. израђена је нова копија у лабораторији „Л‘ Иммагине Ритровата“ из Бољење, а први пут приказана октобра 2004. године на 23. Данима немог филма у Саћилеу у Италији.